# Роттердам
Роттерда́м (нидерл. Rotterdam МФА: [ˌʀɔtəʀˈdɑm]о файле) — город и община в Нидерландах. Расположен в провинции Южная Голландия при впадении реки Ньиве-Маас в Северное море. С населением 617 347 жителей (на 1 января 2012) является вторым по количеству жителей городом в Нидерландах после Амстердама. Роттердам входит в состав крупной городской агломерации Рандстад.
Девиз Роттердама — Sterker door strijd («Окреп в борьбе»).
Крупный транспортный узел (железные и шоссейные дороги); морской (на Северном море) и речной (река Ньиве-Маас) порты; аэропорт Роттердам-Гаага. Порт Роттердама является самым большим в Европе, а с 1962 по 2004 г. был самым крупным в мире, пока не уступил это звание Шанхаю.

## История
Первые упоминания о поселении в районе, где небольшая река Ротте впадает в Маас и построена дамба на реке Ротте, появляются в документах от 1283 г. В 1340 г. Роттердаму были дарованы права и привилегии города, и 10 лет спустя его жители получили от графов разрешение на строительство канала, ведущего в Лейден и Делфт, специально для перевозки английской шерсти. Именно с этого времени начинается развитие Роттердама как торгового порта. 

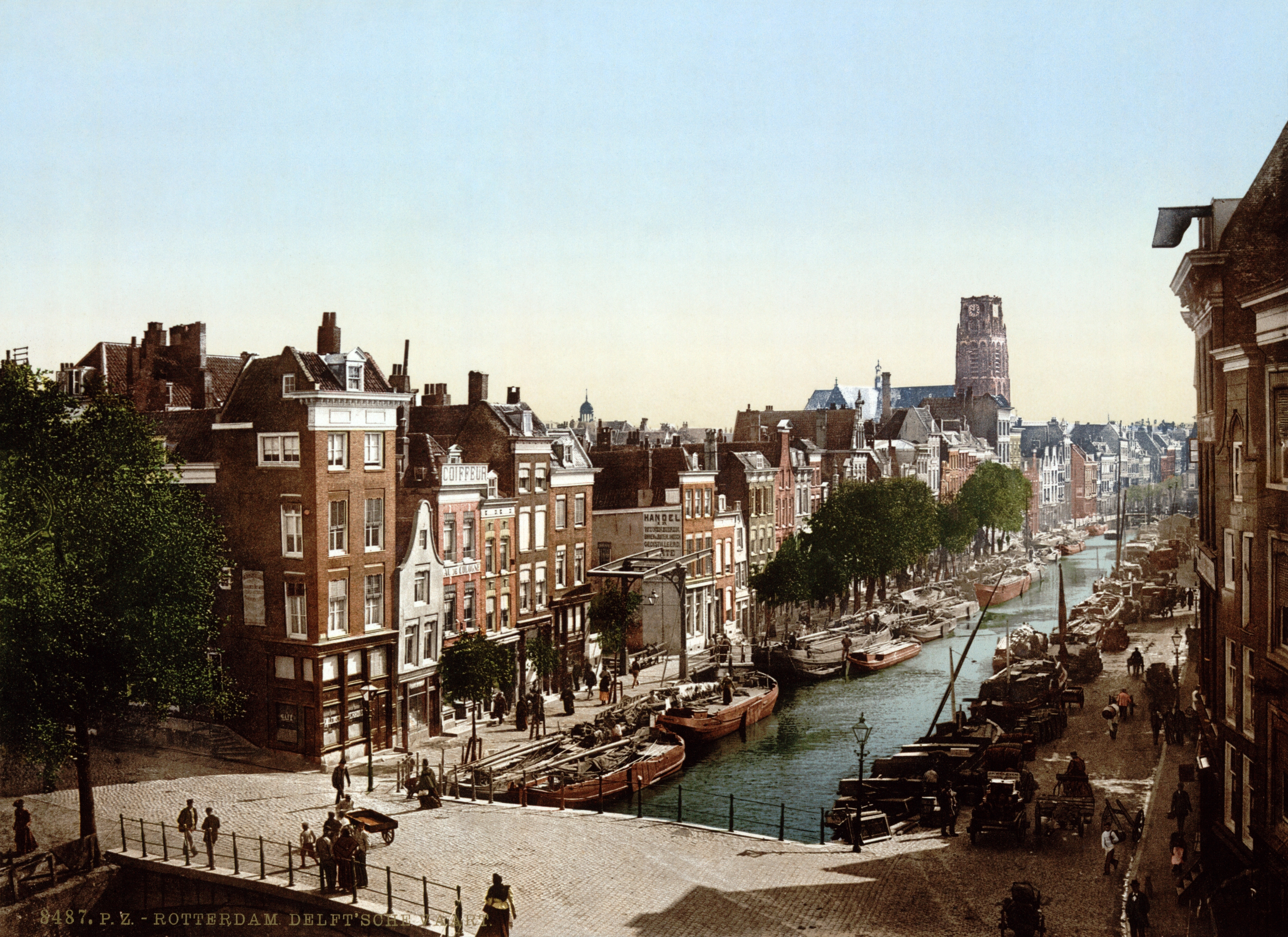
Роттердам в конце XIX века

Несмотря на войны и стихийные бедствия, которые препятствовали экономическому росту (например, осада Максимилианом Австрийским в 1489 г., пожар 1563 г., разграбление испанцами в 1572 г.), город продолжал развивать активную торговлю, особенно с портами на Ла-Манше и на Средиземном море. Туда перевозили продукты рыболовства и сельского хозяйства, обратно привозили соль, вино, фрукты. Интенсивное судоходное движение вынудило городские власти построить большой порт с 10 новыми широкими причалами в 1600-х годах.
Неспешно разрастаясь, город благодаря выгодному географическому положению превратился в XVII веке (после открытия великих океанских путей в Юго-Восточную Азию) в крупнейший торговый порт. Роттердам был одним из шести важнейших торговых портов Голландской Ост-Индской Компании. Также в конце XIX века город активно привлекает французские и американские инвестиции. А с введением в строй в 1872 году доступного для крупных океанских судов канала Ньиве-Ватервег стал и вовсе самой крупной гаванью всего мира. В то время для размещения офисов американских компаний был построен Витте-Хёйс («Белый дом»), ставший самым высоким зданием в Европе с высотой 45 метров.
Во время Первой мировой войны из-за нидерландского нейтралитета и хорошего географического расположения Роттердам был крупнейшим шпионским центром. После вторжения немецкой армии в 1940 году центр города подвергся 14 мая тотальному уничтожению: немецкая авиация сбросила около 97 тонн бомб, в основном на центр города, уничтожив всё на площади в приблизительно 2,5 км² (при том, что городские защитники приняли ультиматум оккупантов и заблаговременно капитулировали). Историческую застройку было решено не восстанавливать, что в итоге привело к наполнению Роттердама произведениями современной архитектуры.

## Население
Динамика роста
| Год  | Количество жителей  |
| ---- | ------------------- |
| 1796 | 53 200              |
| 1830 | 72 300 (▲19 100)    |
| 1849 | 90 100 (▲17 800)    |
| 1879 | 148 100 (▲58 000)   |
| 1899 | 318 500 (▲170 400)  |
| 1925 | 547 900 (▲229 400)  |
| 1965 | 731 000 (▲183 100)  |
| 1984 | 555 000 (▼ 176 000) |
| 2005 | 596 407 (▲ 41 407)  |
| 2006 | 588 576 (▼ 7 831)   |
| 2007 | 584 046 (▼ 4 530)   |
| 2010 | 603 425 (▲ 19 379)  |
| 2014 | 624 799 (▲ 21 374)  |
| 2016 | 631 155 (▲ 6 356)   |

### Национальный состав
Примерно 30 % населения Роттердама имеет неголландские корни. Это самый неевропеоидный по расовому составу город страны.
Данные на 2006 год:
- Голландцы — 317 943
- Суринамцы — 52 329
- Турки — 45 415
- Марокканцы — 36 831
- Выходцы с Нидерландских Антильских островов/Арубы — 19 701
- Южноевропейцы — 17 774
- Выходцы из других развивающихся стран — 66 464
- Выходцы из других развитых стран — 32 261

Всего жителей — 588 718 человек

## Городское управление

### Первый бургомистр-мусульманин
В начале января 2009 года руководители социал-демократической партии избрали на пост бургомистра Роттердама первого нидерландца-мусульманина Ахмеда Абуталеба (также, он является первым в Западной Европе мусульманином-мэром крупного города). Ахмед Абуталеб — марокканец по происхождению и наряду с нидерландским паспортом имеет также и марокканский паспорт. Абуталеб родился в 1961 году в Марокко и был привезён родителями в Нидерланды в 16-летнем возрасте. Его назначение на пост бургомистра вызвало неоднозначную реакцию в городе, особенно в рядах правых и праворадикальных партий, которые считают, что такое назначение не поможет процессу интеграции мусульманских иммигрантов в нидерландское общество.

## Архитектура и достопримечательности

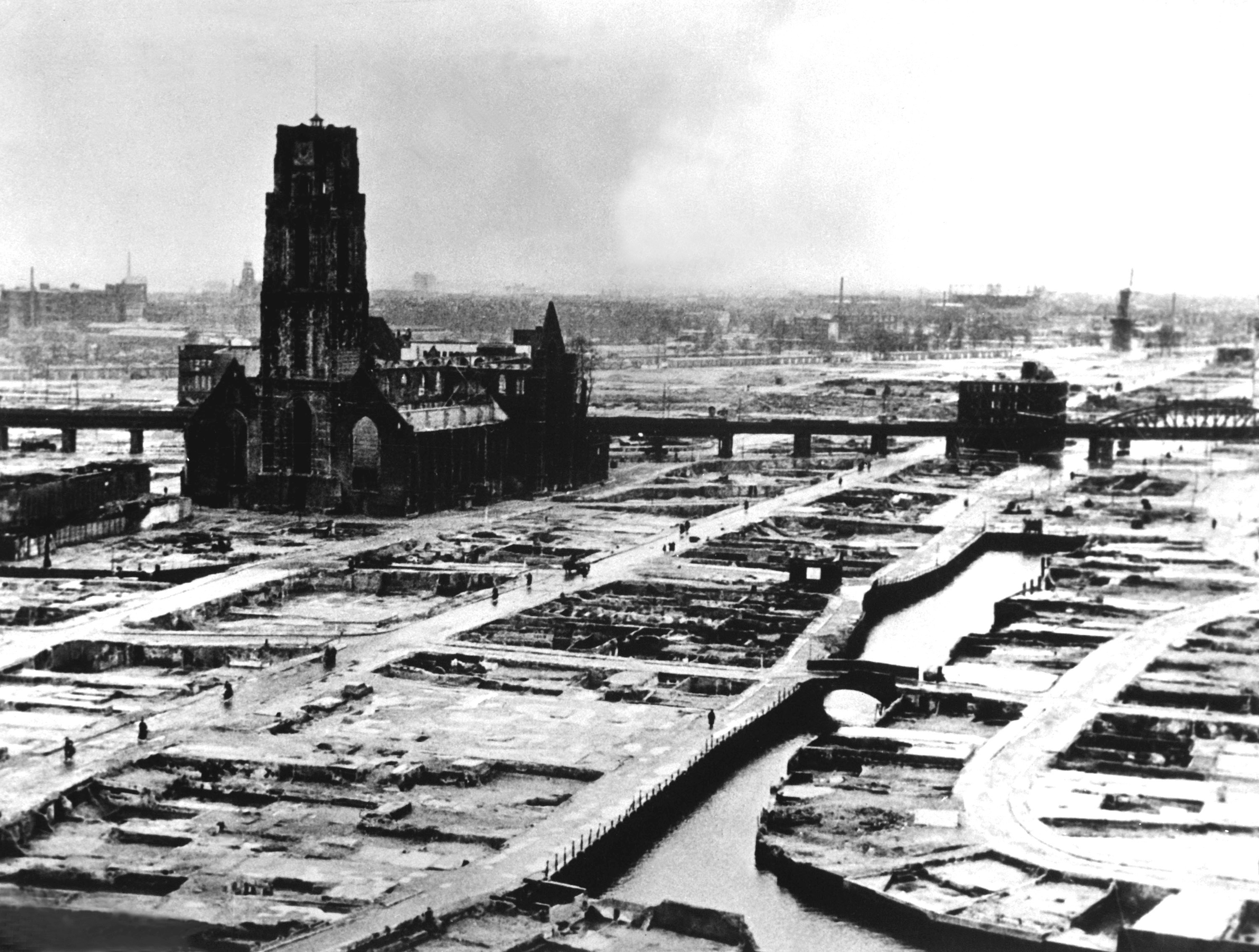
Сгоревший квартал вокруг церкви Св. Лаврентия на фото 1940 года

Роттердам — одна из главных витрин современной архитектуры. Здесь расположены известные на весь мир архитектурные фирмы OMA и MVRDV. Каждый год город посещает около четырёх миллионов туристов. Важнейшие достопримечательности:
- Кубические дома
- Евромачта
- Мост Эразма
- Крытый рынок
- Церковь Святого Лаврентия (1449—1525)
- Белый дом
- Зоопарк Блайдорп (Diergaarde Blijdorp)
- Парк Пласвайк (Plaswijckpark)
- Дендрологический парк Тромпенбург (с 1820, площадь 6 га)

Старинные здания, уничтоженные бомбардировкой 1940 года
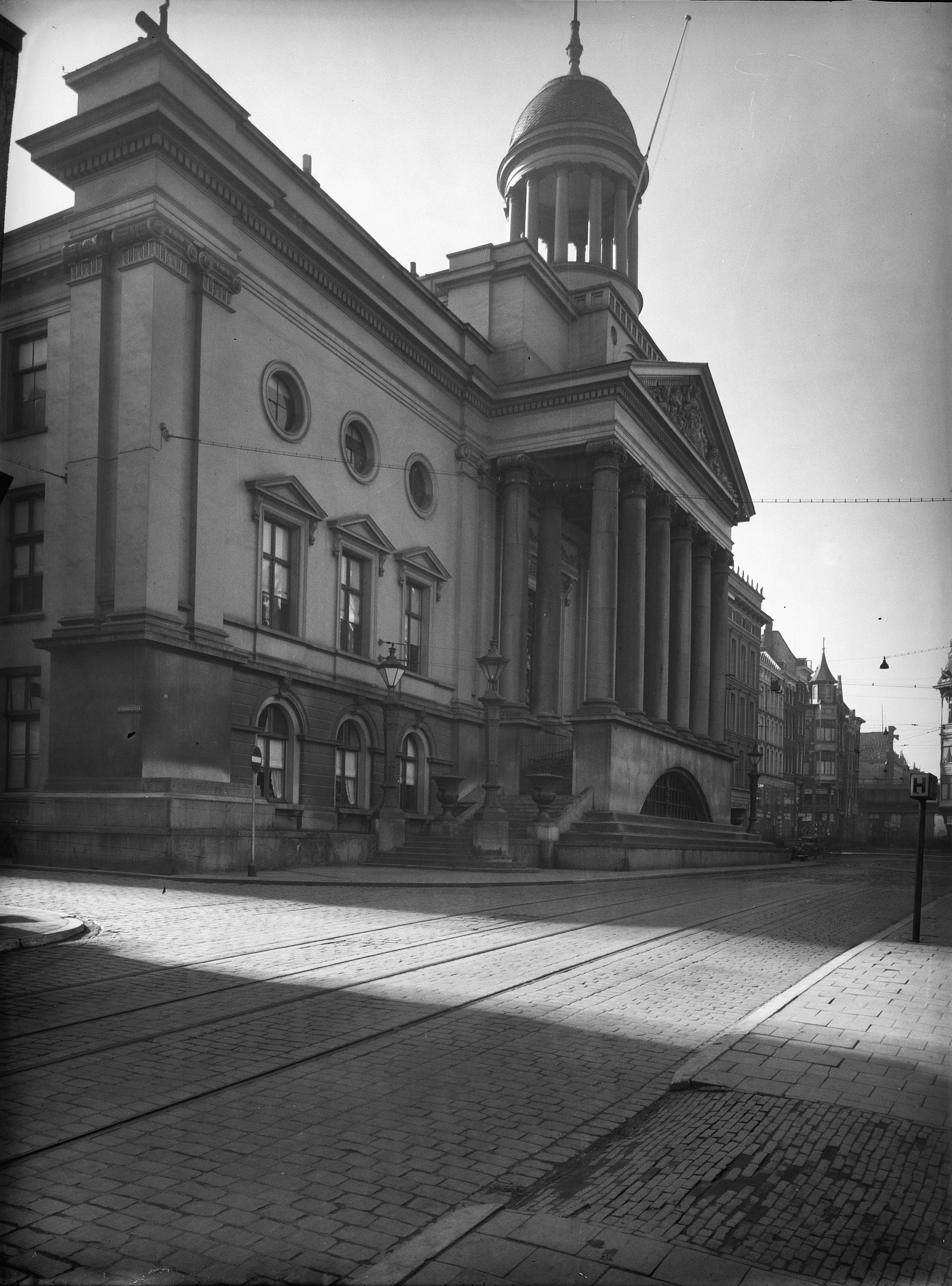
Ратуша (1606, 1832)
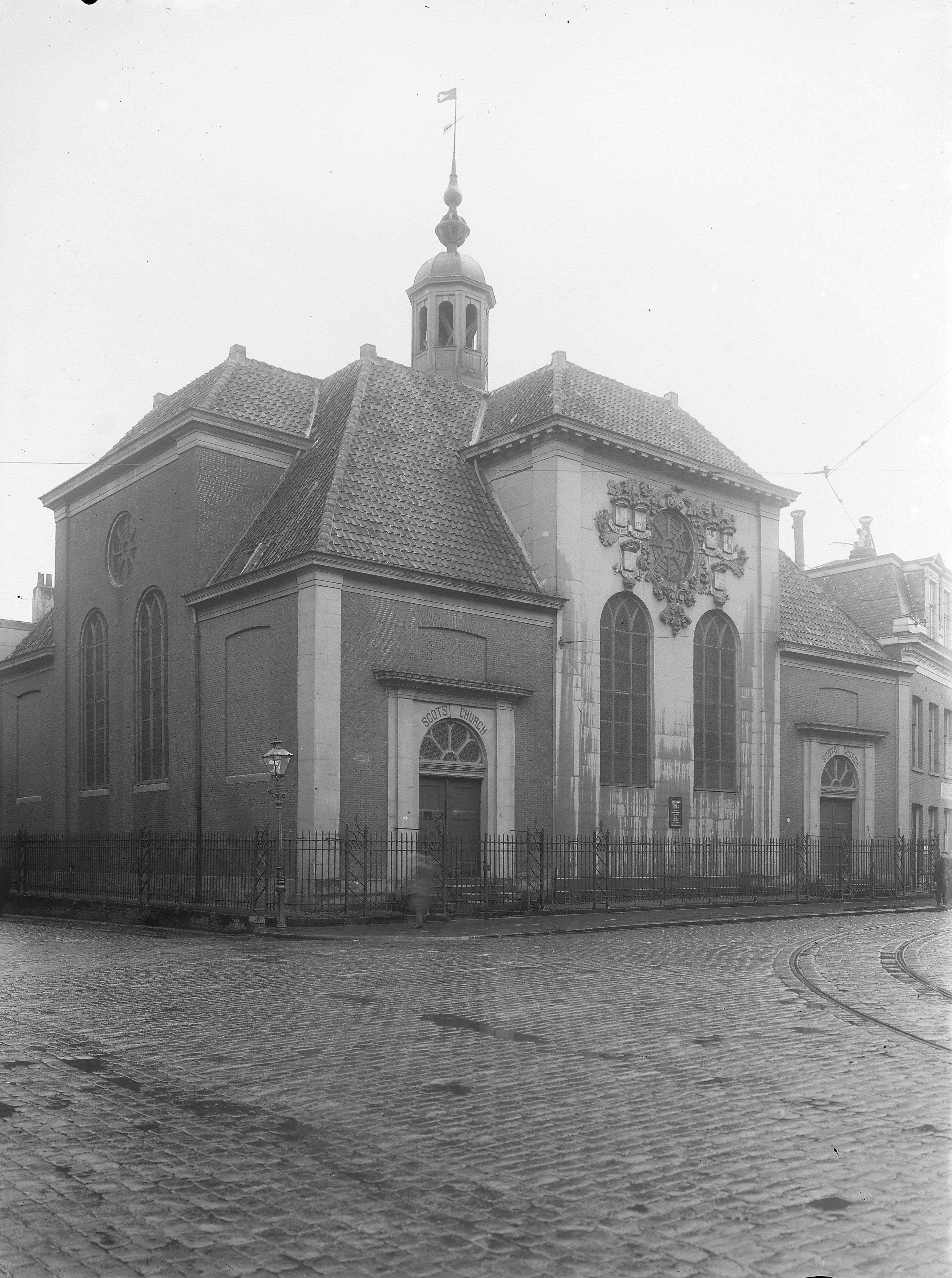
Шотландская церковь (1697)
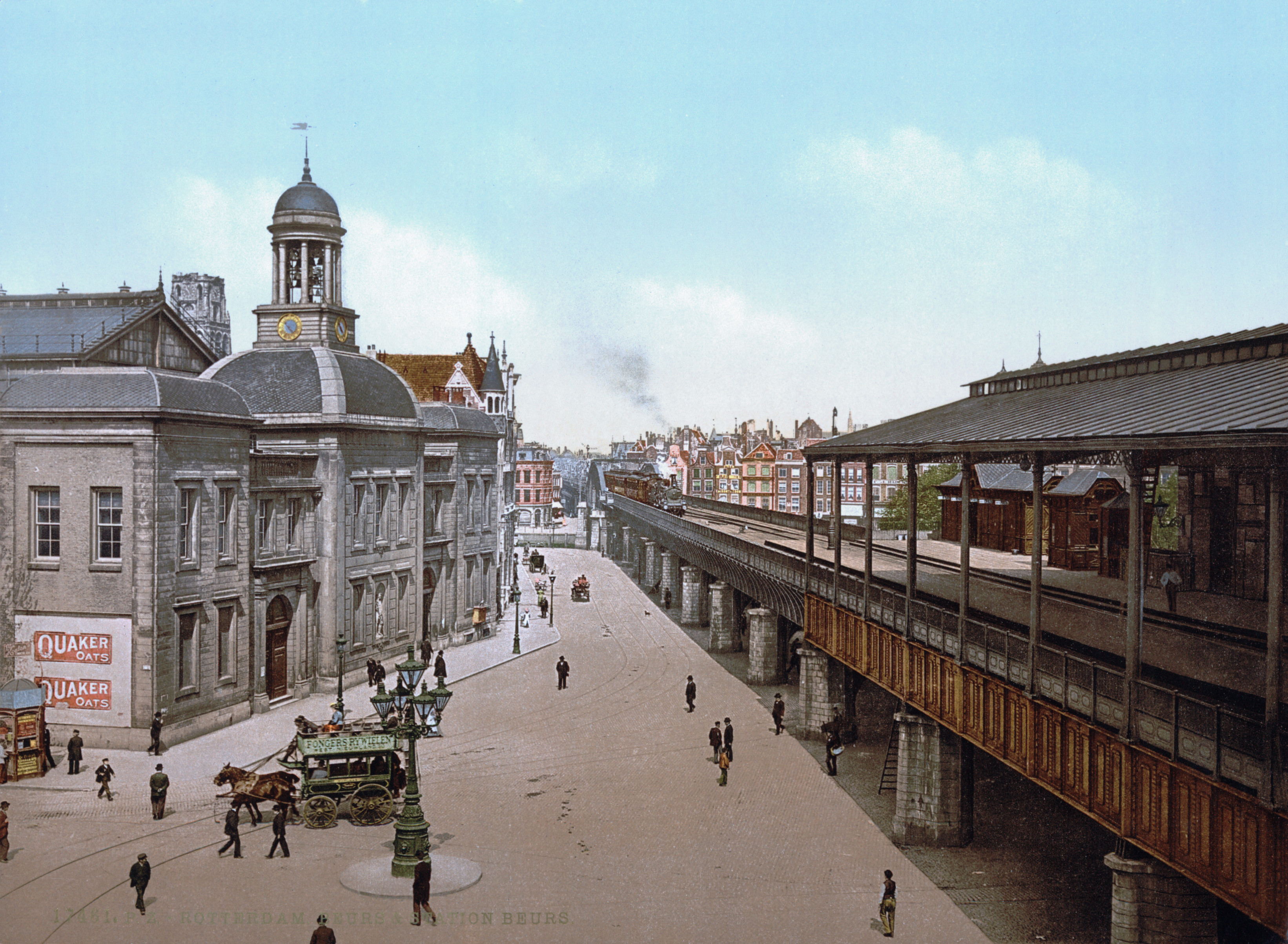
Биржа (1736)
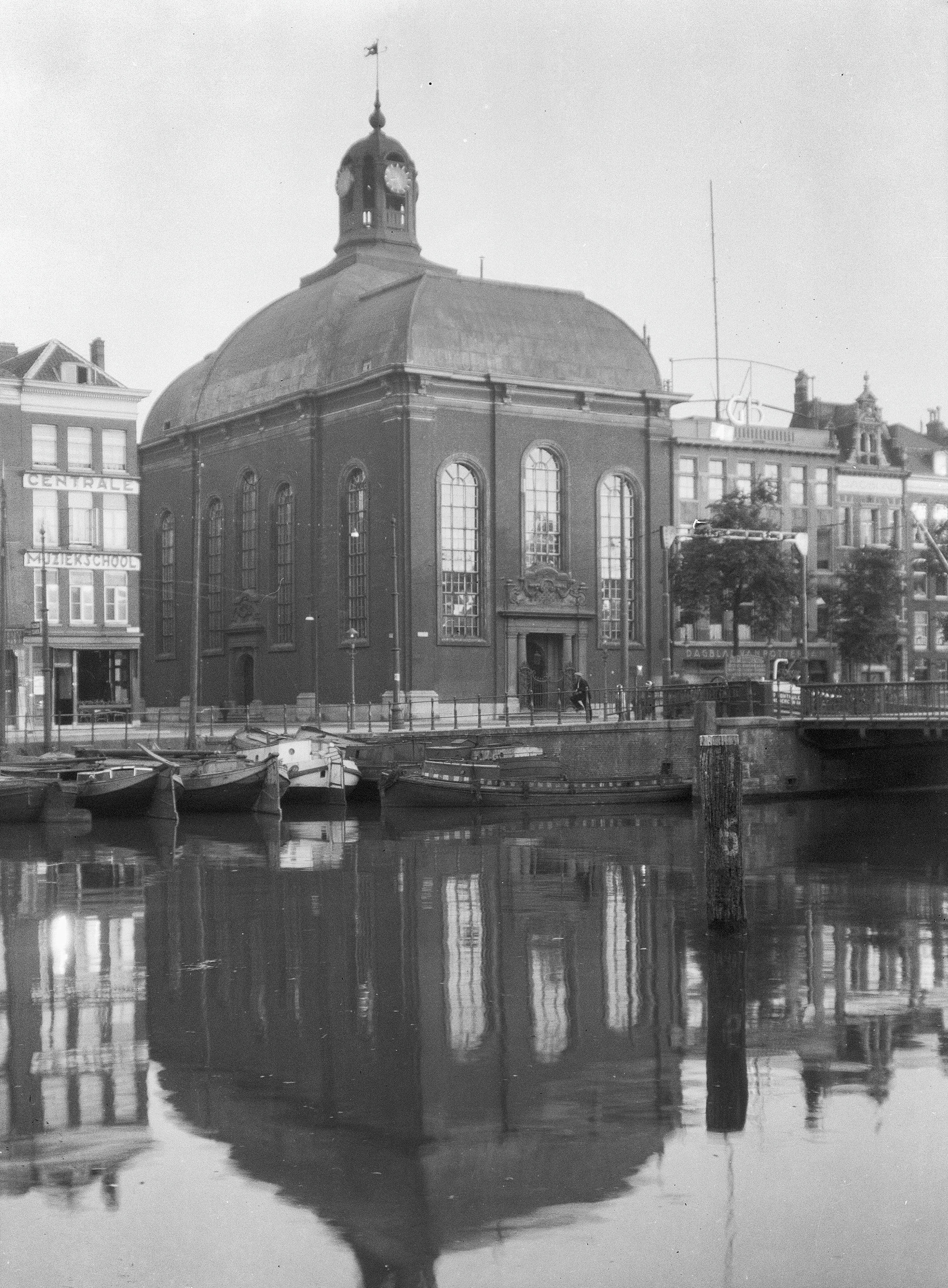
Лютеранская церковь (1736)
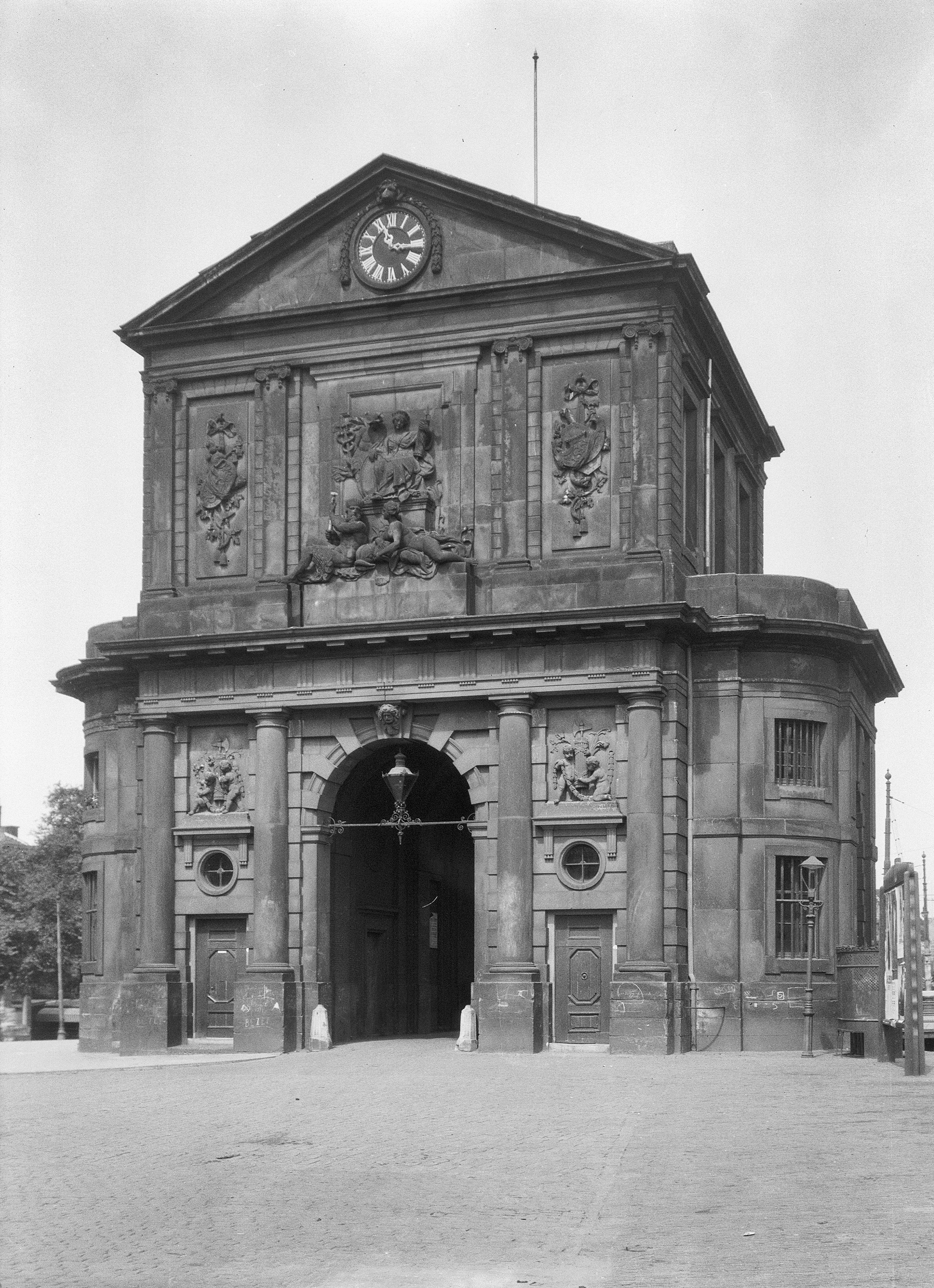
Дельфтские ворота (1764)

## Транспорт
В городе действует метрополитен (5 линий, с 1968 года), трамвай (с 1879 года, 9 маршрутов) и автобус (38 маршрутов; ночью, по пятницам и субботам, ходят специальные автобусы за 4,5 €). Также действует междугородняя линия скоростного трамвая в Гаагу, формально причисляемая к метрополитену как «линия Е». Система оплаты аналогична амстердамской (стриппенкарта).
Берега реки Ньиве-Маас соединены открытым в 1942 году Маасским тоннелем длиной 1070 м. Тоннель имеет автомобильную и велосипедно-пешеходную нитки. Для велосипедистов и пешеходов на двух берегах реки построены входные павильоны и эскалаторы для спуска в тоннель.
Помимо морского транспорта, с Роттердамом налажено сообщение с помощью автомобильного, железнодорожного, речного и авиатранспорта (аэропорт Роттердам-Гаага). Реки Маас и Рейн обеспечивают сообщение с внутренними районами континента.
С 2007 года действует специализированная грузовая железная дорога «Betuweroute», соединяющая Роттердам с Германией.

### Порт Роттердам

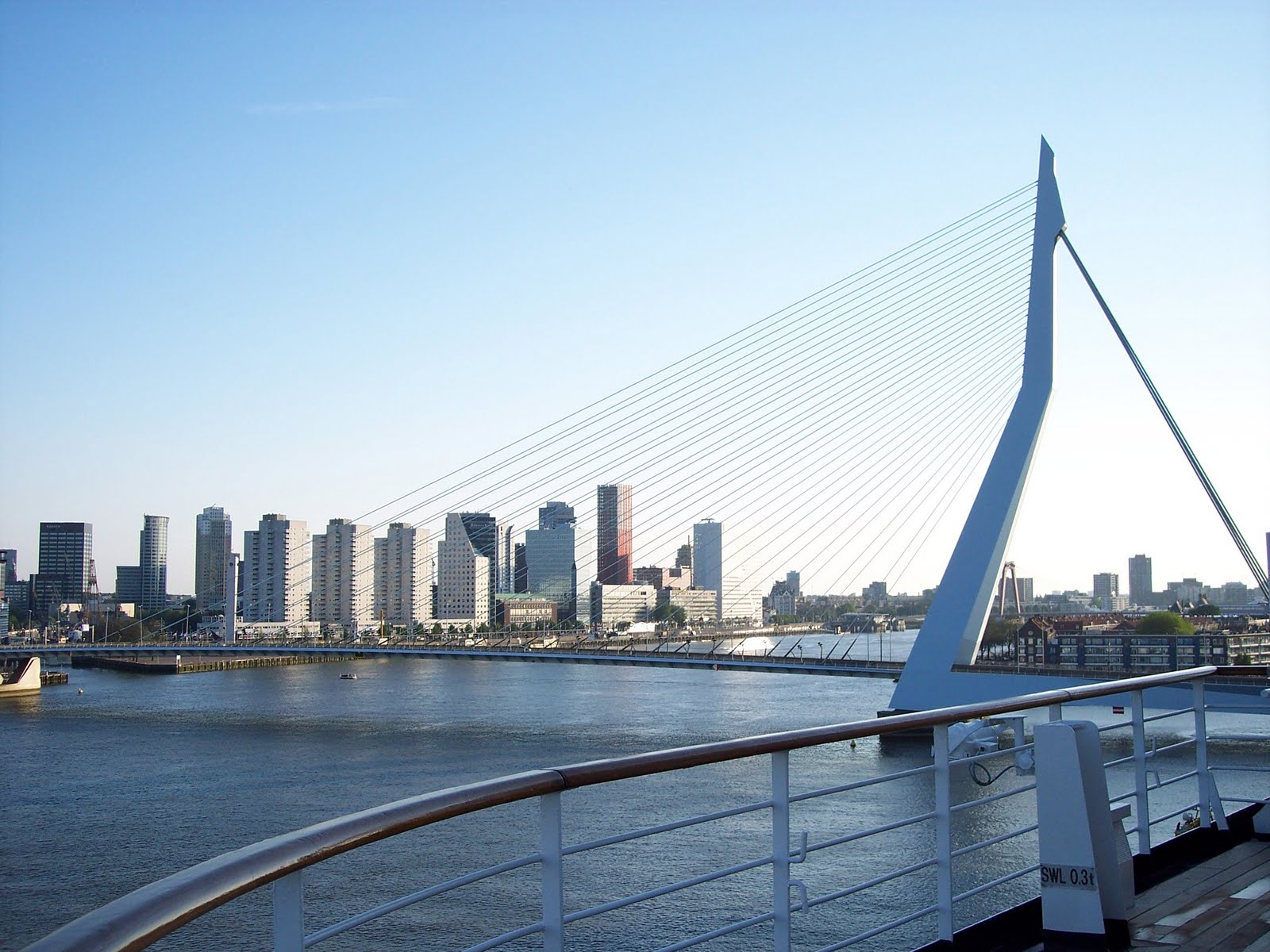
Мост Эразма

Порт Роттердама является важнейшим центром по обработке насыпных, наливных, контейнерных и других грузов как внутри Европейского континента, так и по всему миру. Наиболее значимым сектором деятельности порта Роттердам является нефтехимическая промышленность (7 нефтеперерабатывающих предприятий — на островах в дельте реки Рейн) и обработка генеральных грузов. В восточной части порта расположены крупнейшие нефтеперерабатывающие заводы.
По данным 2011 года Роттердам является десятым портом мира по количеству обрабатываемых контейнеров (TEU).

## Образование
В городе расположен Университет имени Эразма Роттердамского.

## Культурная жизнь
Из музеев наиболее примечательны Музей Бойманса-ван Бёнингена (одна из крупнейших художественных галерей страны), этнографический Всемирный музей и портовый музей (коллекция из более чем полумиллиона объектов мореплавания). В мае 2025 году открылся Музей миграции FENIX, посвящённый теме миграции населения и истории.
Роттердам известен своими ночными клубами. Ежегодно в конце января проходит международный кинофестиваль (в основном альтернативное кино).
Главное календарное событие Роттердама абсолютно неголландское по сути. Это летний карнавал (Zomercarnaval) в карибском стиле. Проходит он в конце июля.
В 2007 году в Роттердаме проходил конкурс Детское Евровидение, в дальнейшем этот конкурс проходил снова в Нидерландах — но уже в Амстердаме, в 2012 году. В 2020 году Роттердам должен был принимать Евровидение-2020, однако конкурс был отменён ввиду пандемии COVID-19. В 2021 году Роттердам принял Евровидение-2021.

### Всемирная ассоциация эсперанто
С ноября 1955 года в Роттердаме располагается штаб-квартира Всемирной ассоциации эсперанто (эсп. Centra Oficejo de Universala Esperanto-Asocio), ранее находившаяся в Великобритании. Штаб-квартира полностью занимает двухэтажный дом на улице Nieuwe Binnenweg, построенный в 1887 году — в том же году был выпущен первый учебник языка эсперанто.
В честь 100-летия Всемирной ассоциации эсперанто летом 2008 года в Роттердаме при поддержке городских властей проводился Всемирный конгресс эсперантистов. На логотипе мероприятия в качестве нового символа Роттердама был схематически изображён Мост Эразма.

## Спорт
В Роттердаме базируются три клуба, выступающих в высшей лиге чемпионата Нидерландов по футболу: «Фейеноорд», «Спарта» и «Эксельсиор». «Фейеноорд» — один из самых титулованных клубов Нидерландов, неоднократно побеждал в розыгрышах международных турниров, в частности, в 1970 году стал первым нидерландским победителем Кубка европейских чемпионов и обладателем Межконтинентального кубка.
- 42-й чемпионат мира по спортивной гимнастике проходил в Роттердаме с 16 по 24 октября 2010 года.

## Города-побратимы

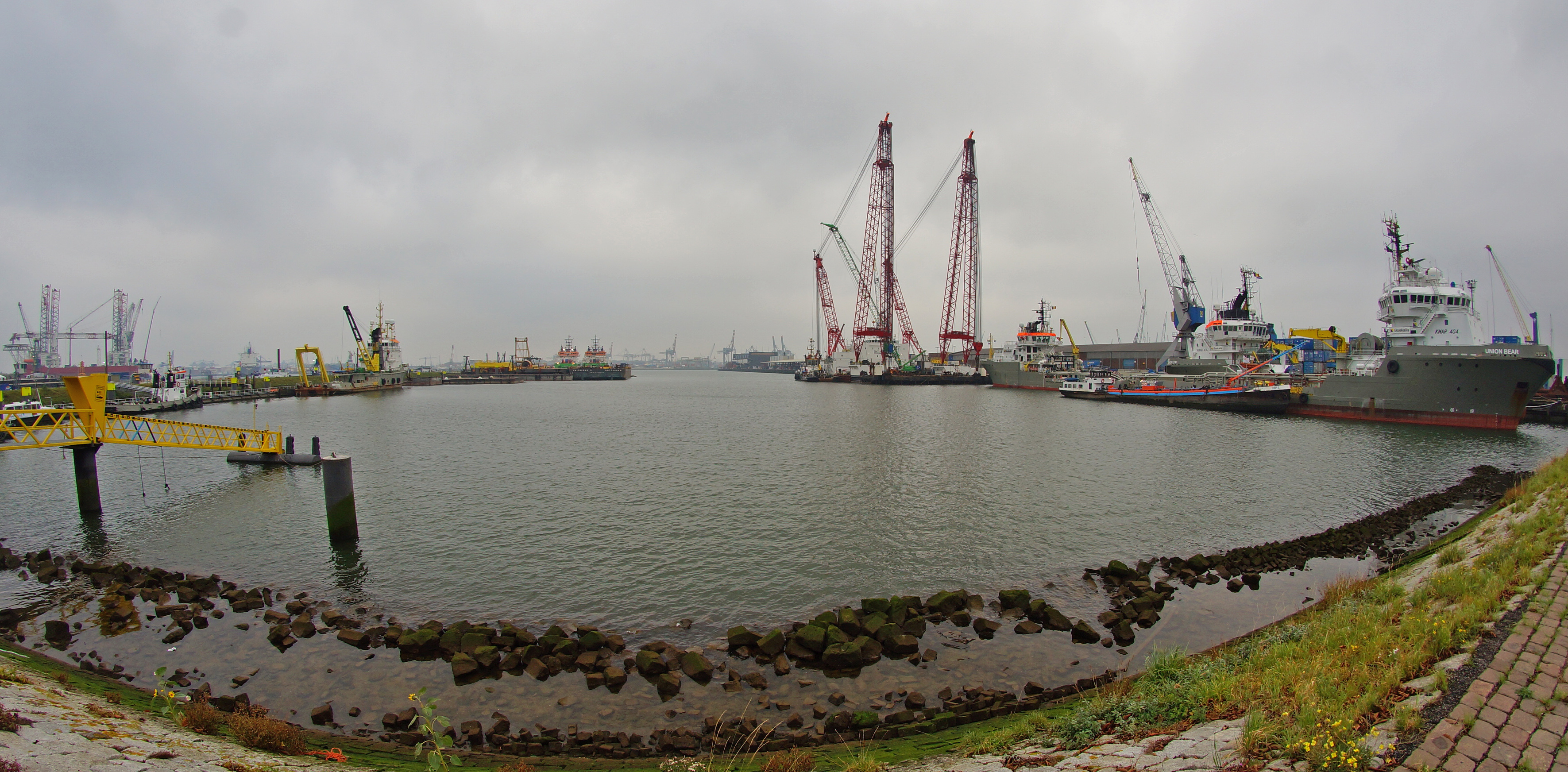
Ваалхавен

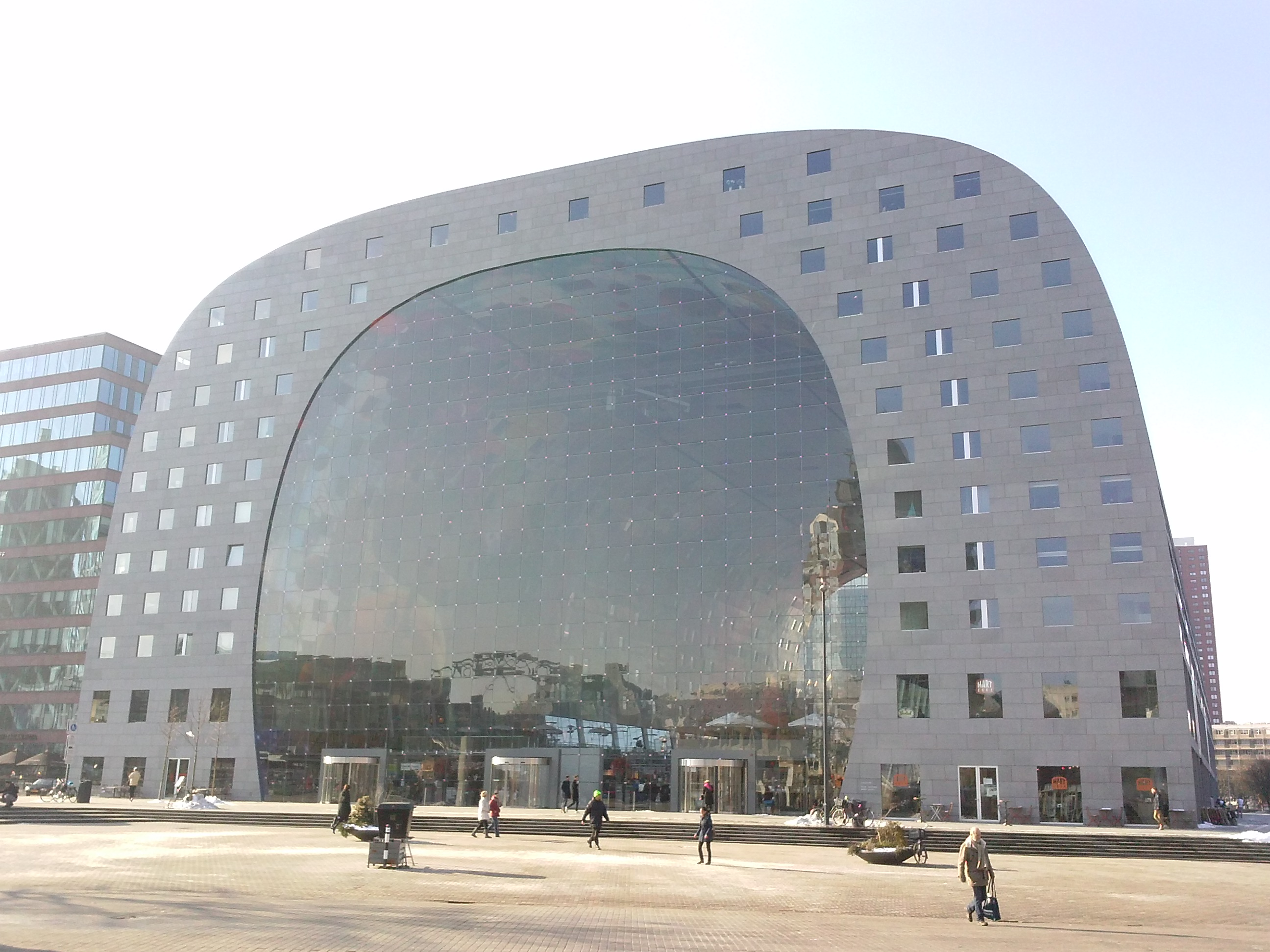
Крытый рынок Марктал

- Кингстон-апон-Халл, Великобритания (1936)[9]
- Антверпен, Бельгия (1940)[9]
- Базель, Швейцария (1945)[9]
- Осло, Норвегия (1945)[9]
- Дуйсбург, Германия (1950)[9]
- Кёльн, Германия (1958)[9]
- Эш-сюр-Альзетт, Люксембург (1958)[9]
- Лилль, Франция (1958)[9]
- Льеж, Бельгия (1958)[9]
- Турин, Италия (1958)[9]
- Нюрнберг, Германия (1961)[9]
- Бургас, Болгария (1976)[9]
- Констанца, Румыния (1976)[9]
- Гданьск, Польша (1977)[9]
- Шанхай, Китайская Народная Республика (1979)[9]
- Джакарта, Индонезия (1983)[9]
- Гавана, Куба (1983)[9]
- Осака (префектура), Япония (1984)[9]
- Балтимор, США (1985)[9]
- Дрезден, Германия (1988)[9]
- Братислава, Словакия (1991)[9]
- Будапешт, Венгрия (1991)[9]
- Дурбан, ЮАР (1991)[9]
- Прага, Чехия (1991)[9]

В 2022 году Роттердам приостановил сотрудничество с Санкт-Петербургом из-за вторжения России на Украину.

## Порты-побратимы
- Кобе, Япония (1967)[9]
- Сиэтл, США (1969)[9]
- Пусан, Республика Корея (1987)[9]
- Токио, Япония (1989)[9]